# Národní park Great Sand Dunes
Národní park Great Sand Dunes (anglicky Great Sand Dunes National Park) se nachází v jižním Coloradu ve Spojených státech amerických.
Přírodní rezervace zde byla založena již v roce 1932. Od roku 2004 je část národním parkem o rozloze 344 km2. Park se nachází v údolí San Luis Valley na úpatí pohoří Sangre de Cristo. Západně leží další pohoří Skalnatých hor San Juan Mountains. V parku se nacházejí největší písečné duny v Severní Americe. Vystupují do výšky až 230 m a rozkládají se na ploše 77 km2. Jsou tam také horské lesy, subalpínské lesy a louky, horská jezera a mokřady. 